# Teorija diofantskih približkov
Teoríja diofántskih priblížkov je področje teorije števil, ki se ukvarja s približki realnih števil z racionalnimi. Ime je dobila po starogrškem matematiku Diofantu. Majhnost razdalje v smislu absolutne vrednosti od realnega do racionalnega števila je groba mera, ki pove kako dober je približek. Še boljša mera upošteva velikost imenovalca. Na primer 999/1000 je bližje 1 kot 99/100. Večji imenovalec nakazuje boljši približek.
Področje je, lahko rečemo, nastalo z Liouvillovimi rezultati o splošnih algebrskih številih (Liovillovo število). Pred tem je bilo veliko znanega iz teorije verižnih ulomkov v zvezi s kvadratnimi koreni celih števil in drugih kvadratnih iracionalnih števil.
Področje so naprej razvili Axel Thue in drugi, kar je vodilo do znamenitega odločilnega Thue-Siegel-Rothovega izreka: eksponent v izreku so zmanjšali od n, stopnje algebrskega števila, na poljubno število, večje od 2 (oziroma '2+ε'). Wolfgang Schmidt je posplošil rezultat na sočasni približek. Dokazi so bili težki in neučinkoviti, kar je slabost pri praktičnih uporabah.